# The Master (film 2012)
The Master è un film del 2012 scritto e diretto da Paul Thomas Anderson.
Protagonisti sono Joaquin Phoenix, Philip Seymour Hoffman e Amy Adams. Il film è stato presentato in concorso alla 69ª Mostra internazionale d'arte cinematografica di Venezia.
La trama del film è stata parzialmente ispirata dal personaggio di L. Ron Hubbard, fondatore di Scientology. Ulteriori fonti di ispirazione includono scene inutilizzate della prima stesura de Il petroliere, storie raccontate dall'attore Jason Robards sulla sua esperienza in marina durante la guerra, e alcuni aspetti della vita di John Steinbeck.

## Trama
Freddie Quell è un veterano della Marina degli Stati Uniti, reduce della Seconda guerra mondiale e affetto da disturbo da stress post-traumatico. Lotta per adattarsi alla società del dopoguerra ed è incline a comportamenti violenti e sregolati. Lavora come fotografo in un grande magazzino, ma viene licenziato dopo un litigio con un cliente. Successivamente, trova impiego in una fattoria in California, dove un anziano collega crolla a terra dopo aver bevuto il chiaro di luna fatto in casa da Freddie. Accusato di averlo avvelenato, Freddie fugge.
Una notte, si ritrova a San Francisco e si nasconde sullo yacht di un seguace di Lancaster Dodd, leader di un nascente movimento filosofico noto come "La Causa". Quando viene scoperto, Dodd afferma di aver già incontrato Freddie in passato, pur senza ricordare esattamente dove. Lo invita quindi a rimanere e a partecipare al matrimonio di sua figlia. Successivamente, Dodd lo sottopone a un intenso interrogatorio psicologico. Durante la sessione, Freddie ha un flashback di una relazione passata con Doris, una giovane della sua città natale alla quale aveva promesso di tornare un giorno.
Freddie viaggia con la famiglia di Dodd per diffondere gli insegnamenti de "La Causa" lungo la costa orientale degli Stati Uniti. Durante una cena a New York, un uomo mette in discussione i metodi e le affermazioni di Dodd, accusando il movimento di essere una setta. Dodd, infuriato, lo caccia. Quella notte, Freddie segue l'uomo fino al suo appartamento e lo aggredisce.
Freddie critica Val, il figlio di Dodd, accusandolo di ignorare gli insegnamenti del padre. Val ribatte affermando che tutto ciò che suo padre dice è inventato. Successivamente, Dodd viene arrestato con l’accusa di praticare la medicina senza le qualifiche necessarie, dopo che una delle sue ex adepte ha ritrattato il suo sostegno. Freddie, nel tentativo di difendere Dodd, attacca gli agenti di polizia e viene arrestato a sua volta. In prigione ha un violento scatto d'ira durante il quale mette in discussione gli insegnamenti di Dodd e lo accusa di essere un impostore. Dodd, a sua volta, lo definisce pigro e inutile affermando che nessuno lo ama tranne lui. Una volta rilasciati i due si riconciliano ma i membri de "La Causa" iniziano a diffidare di Freddie ritenendolo squilibrato, un agente sotto copertura o semplicemente irrecuperabile. Dodd, però, insiste sul fatto che il comportamento di Freddie possa essere corretto attraverso un condizionamento più rigoroso, che quest’ultimo cerca di interiorizzare.
Freddie accompagna Dodd a Phoenix, in Arizona, per la pubblicazione del suo nuovo libro. Quando l’editore critica l’opera Freddie lo aggredisce. In seguito Helen Sullivan, un’accolita fino ad allora docile, provoca l’ira di Dodd con un commento critico sul libro. Più tardi Dodd propone un gioco ai suoi seguaci: scegliere un punto all’orizzonte e guidare in linea retta verso di esso con la sua motocicletta. Dopo averlo fatto per primo e aver definito l’esperienza esaltante invita Freddie a provare. Quest’ultimo parte a tutta velocità e scompare.
Freddie torna a Lynn, Massachusetts, per rivedere Doris ma scopre dalla madre della ragazza che si è sposata e ha avuto dei figli. Deluso, passa la notte in un cinema, dove riceve una telefonata da Dodd, che lo invita a raggiungerlo in Inghilterra, dove ora risiede. Al suo arrivo Freddie scopre che "La Causa" è cresciuta ulteriormente. Dodd gli dice che, se riuscirà a vivere senza un maestro o un padrone, dovrà farlo sapere agli altri poiché sarebbe il primo nella storia a riuscirci. Poi racconta a Freddie che, in una vita passata, i due avevano lavorato insieme a Parigi per inviare messaggi oltre il blocco prussiano tramite piccioni e mongolfiere. Infine gli pone un ultimatum: dedicarsi per sempre alla "Causa" o andarsene per non tornare mai più. Quando Freddie suggerisce che potrebbero rivedersi in un'altra vita Dodd risponde che, se accadrà, saranno nemici giurati. Subito dopo inizia a cantare On a Slow Boat to China mentre Freddie, in lacrime, lo ascolta.
Freddie lascia l’edificio e, in un pub, adesca una donna, ripetendo le domande della sua prima sessione con Dodd mentre fa sesso con lei.
Sulla spiaggia, si accovaccia accanto a una scultura di sabbia grezza raffigurante una donna, realizzata da lui e dai suoi compagni della Marina durante la guerra.

## Produzione
Il progetto entra in fase di produzione il 12 luglio 2010 e viene concluso il 1º aprile 2012.
La pellicola lavora con un budget di circa 35 milioni di dollari.
Le riprese del film iniziano il 2 giugno e si concludono il 1º luglio 2011.
Il film è stato girato interamente in California tra le città di Berkeley, Los Angeles, Vallejo, San Francisco e altre piccole cittadine intorno; qualche ripresa è stata effettuata anche nelle Hawaii, esattamente nell'isola di Oahu.

### Cast
Per il ruolo di Elizabeth sono state prese in considerazione Amanda Seyfried, Jennifer Lawrence, Deborah Ann Woll ed Emma Stone, ma poi fu scelta Ambyr Childers.
James Franco è stato considerato per il ruolo di Freddie, andato poi a Joaquin Phoenix. Dopo Franco, fu scelto Jeremy Renner che dovette rifiutare per gli impegni già presi col film The Avengers.
Reese Witherspoon era stata scelta nei primi provini del 2010 per il ruolo di Mary Sue Dodd, ma fu poi scartata in favore di Amy Adams.
Questo è il primo film di Paul Thomas Anderson in cui Robert Elswit non è il direttore della fotografia perché aveva già firmato per il film The Bourne Legacy.

## Colonna sonora
Jonny Greenwood dei Radiohead è il compositore della colonna sonora per la terza volta in un film di Paul Thomas Anderson dopo Ubriaco d'amore e Il petroliere. L'esecuzione è affidata alla London Contemporary Orchestra.

## Distribuzione
Il film è stato distribuito limitatamente nelle sale statunitensi il 12 ottobre 2012 ed il 9 novembre in Gran Bretagna. Il 20 luglio 2012 è stato diffuso online il trailer del film, cui ha fatto seguito la versione italiana il 13 dicembre 2012. L'uscita in Italia è avvenuta il 3 gennaio 2013.
Il film è stato inoltre presentato alla 69ª Mostra internazionale d'arte cinematografica di Venezia, raccogliendo un buon consenso di pubblico e critica, e vincendo il Leone d'argento per la regia, che si è aggiudicata Anderson, e la Coppa Volpi per la migliore interpretazione maschile, andata a Phoenix e Hoffman.

## Accoglienza

### Critica
Sull'aggregatore di recensioni Rotten Tomatoes il film ha ottenuto un indice di apprezzamento del 84% e un voto di 8,10 su 10 sulla base di 257 recensioni. Il consenso critico del sito recita: «intelligente e solidamente avvincente, The Master estende la serie vincente di film impegnativi di Paul Thomas Anderson rivolti ad un pubblico serio». Su Metacritic, il film ha ottenuto un voto di 86 su 100 sulla base di 43 recensioni, indicando un'«acclamazione universale».

## Riconoscimenti
- 2013 - Premio Oscar
  - Nomination Miglior attore protagonista a Joaquin Phoenix
  - Nomination Miglior attore non protagonista a Philip Seymour Hoffman
  - Nomination Miglior attrice non protagonista a Amy Adams
- 2013 - Golden Globe
  - Nomination Miglior attore in un film drammatico a Joaquin Phoenix
  - Nomination Miglior attore non protagonista a Philip Seymour Hoffman
  - Nomination Miglior attrice non protagonista a Amy Adams
- 2013 - Premio BAFTA
  - Nomination Miglior attore protagonista a Joaquin Phoenix
  - Nomination Miglior attore non protagonista a Philip Seymour Hoffman
  - Nomination Miglior attrice non protagonista a Amy Adams
  - Nomination Migliore sceneggiatura originale a Paul Thomas Anderson
- 2013 - Screen Actors Guild Awards
  - Nomination Miglior attore non protagonista a Philip Seymour Hoffman
- 2012 - Critics' Choice Movie Award
  - Miglior attore non protagonista a Philip Seymour Hoffman
  - Nomination Miglior film
  - Nomination Miglior attore a Joaquin Phoenix
  - Nomination Miglior attrice non protagonista a Amy Adams
  - Nomination Migliore sceneggiatura originale a Paul Thomas Anderson
  - Nomination Migliore fotografia a Mihai Malăimare Jr.
  - Nomination Migliore colonna sonora a Jonny Greenwood

- 2012 - Satellite Award
  - Nomination Miglior attore a Joaquin Phoenix
  - Nomination Miglior attore non protagonista a Philip Seymour Hoffman
  - Nomination Miglior attrice non protagonista a Amy Adams
  - Nomination Migliore sceneggiatura originale a Paul Thomas Anderson
  - Nomination Migliore scenografia a David Crank, Jack Fish
  - Nomination Migliore fotografia a Mihai Malăimare Jr.
  - Nomination Migliore colonna sonora a Jonny Greenwood
- 2012 - Festival di Venezia
  - Leone d'Argento per la regia a Paul Thomas Anderson
  - Coppa Volpi per la migliore interpretazione maschile a Joaquin Phoenix e Philip Seymour Hoffman
  - Premio FIPRESCI a Paul Thomas Anderson
  - Nomination Leone d'oro al miglior film a Paul Thomas Anderson
- 2013 - AACTA Award
  - Nomination Miglior attore internazionale a Joaquin Phoenix
  - Nomination Migliore sceneggiatura a Paul Thomas Anderson
- 2012 - Boston Society of Film Critics Award
  - Migliore fotografia a Mihai Malăimare Jr.
  - Nomination Miglior regia a Paul Thomas Anderson
- 2013 - Central Ohio Film Critics Association
  - Nomination Miglior film
  - Nomination Miglior regia a Paul Thomas Anderson
  - Nomination Miglior attore protagonista a Joaquin Phoenix
  - Nomination Miglior attore non protagonista a Philip Seymour Hoffman
  - Nomination Miglior attrice non protagonista a Amy Adams
  - Nomination Miglior fotografia a Mihai Malaimare Jr.
- 2012 - Chicago Film Critics Association Award
  - Miglior attore non protagonista a Philip Seymour Hoffman
  - Miglior attrice non protagonista a Amy Adams
  - Migliore fotografia a Mihai Malăimare Jr.
  - Migliore colonna sonora a Jonny Greenwood
  - Nomination Miglior film
  - Nomination Miglior regia a Paul Thomas Anderson
  - Nomination Miglior attore protagonista a Joaquin Phoenix
  - Nomination Migliore sceneggiatura originale a Paul Thomas Anderson
  - Nomination Migliore scenografia a David Crank, Jack Fish
  - Nomination Miglior montaggio a Leslie Jones, Peter McNulty
- 2013 - Kansas City Film Critics Circle Awards
  - Miglior film
  - Miglior attore non protagonista a Philip Seymour Hoffman
  - Migliore sceneggiatura originale a Paul Thomas Anderson
- 2012 - Las Vegas Film Critics Society
  - Nomination Miglior film
- 2013 - London Critics Circle Film Awards
  - Attore dell'anno a Joaquin Phoenix
  - Attore non protagonista dell'anno a Philip Seymour Hoffman
  - Nomination Film dell'anno
  - Nomination Regista dell'anno a Paul Thomas Anderson
  - Nomination Attrice non protagonista dell'anno a Amy Adams
  - Nomination Sceneggiatore dell'anno a Paul Thomas Anderson
  - Nomination Contributo tecnico dell'anno a Jack Fisk e David Crank
- 2012 - Los Angeles Film Critics Association Award
  - Miglior regia a Paul Thomas Anderson
  - Miglior attore protagonista a Joaquin Phoenix
  - Migliore attrice non protagonista a Amy Adams
  - Migliore scenografia a David Crank, Jack Fish
  - Nomination Miglior film
  - Nomination Migliore fotografia a Mihai Malăimare Jr.
  - Nomination Migliore colonna sonora a Jonny Greenwood
- 2012 - New York Film Critics Circle Awards
  - Nomination Miglior film
  - Nomination Miglior regia a Paul Thomas Anderson
  - Nomination Miglior attore protagonista a Joaquin Phoenix
  - Nomination Migliore fotografia a Mihai Malăimare Jr.
- 2012 - Phoenix Film Critics Society Awards
  - Miglior attore non protagonista a Philip Seymour Hoffman
  - Nomination Miglior attore protagonista a Joaquin Phoenix
  - Nomination Migliore sceneggiatura originale a Paul Thomas Anderson
- 2012 - San Diego Film Critics Society Awards
  - Migliore sceneggiatura originale a Paul Thomas Anderson
  - Migliore colonna sonora a Jonny Greenwood
  - Nomination Miglior film
  - Nomination Miglior regia a Paul Thomas Anderson
  - Nomination Miglior attore protagonista a Joaquin Phoenix
  - Nomination Miglior attore non protagonista a Philip Seymour Hoffman
  - Nomination Miglior attrice non protagonista a Amy Adams
  - Nomination Migliore fotografia a Mihai Malăimare Jr.
  - Nomination Miglior montaggio a Leslie Jones e Peter McNulty
- 2012 - Southeastern Film Critics Association Awards
  - Miglior attore non protagonista a Philip Seymour Hoffman
  - Nomination Miglior film
  - Nomination Miglior attore protagonista a Joaquin Phoenix
- 2012 - Camerimage
  - Nomination Rana d'oro a Mihai Malaimare Jr.
- 2012 - Dallas-Fort Worth Film Critics Association
  - Nomination Miglior film
  - Nomination Miglior attore protagonista a Joaquin Phoenix
  - Nomination Miglior attore non protagonista a Philip Seymour Hoffman
  - Nomination Miglior attrice non protagonista a Amy Adams
- 2012 - Gotham Awards
  - Nomination Miglior film a Paul Thomas Anderson, JoAnne Sellar, Daniel Lupi e Megan Ellison
- 2012 - Hollywood Film Festival
  - Miglior attrice non protagonista a Amy Adams
- 2013 - Irish Film and Television Award
  - Nomination Miglior attore internazionale a Joaquin Phoenix
- 2013 - National Society of Film Critics
  - Miglior attrice non protagonista a Amy Adams
  - Migliore fotografia a Mihai Malăimare Jr.
  - Nomination Miglior film
  - Nomination Miglior regia a Paul Thomas Anderson
  - Nomination Miglior attore protagonista a Joaquin Phoenix
  - Nomination Miglior attore non protagonista a Philip Seymour Hoffman
  - Nomination Migliore sceneggiatura a Paul Thomas Anderson
- 2013 - Vancouver Film Critics Circle
  - Miglior attore protagonista a Joaquin Phoenix
  - Miglior attore non protagonista a Philip Seymour Hoffman
  - Miglior attrice non protagonista a Amy Adams
  - Nomination Miglior film
- 2012 - WGA Award
  - Nomination Migliore sceneggiatura originale a Paul Thomas Anderson
- 2013 - Alliance of Women Film Journalists
  - Miglior attore non protagonista a Philip Seymour Hoffman
  - Nomination Miglior attore protagonista a Joaquin Phoenix
  - Nomination Miglior attrice non protagonista a Amy Adams
  - Nomination Miglior fotografia a Mihai Malaimare Jr.
- 2012 - Austin Film Critics Association
  - Miglior regia a Paul Thomas Anderson
  - Miglior attore protagonista a Joaquin Phoenix
  - Migliore fotografia a Mihai Malăimare Jr.
  - Nomination Miglior film
- 2012 - Awards Circuit Community Awards
  - Miglior attore non protagonista a Philip Seymour Hoffman
  - Nomination Miglior attore protagonista a Joaquin Phoenix
  - Nomination Miglior attrice non protagonista a Amy Adams
  - Nomination Miglior sceneggiatura originale a Paul Thomas Anderson
  - Nomination Miglior fotografia a Mihai Malaimare Jr.
  - Nomination Miglior colonna sonora originale a Jonny Greenwood
- 2012 - Boston Online Film Critics Association
  - Migliori dieci film
  - Miglior colonna sonora originale a Jonny Greenwood
- 2013 - British Film Bloggers Circle[15][16]
  - Migliore attore protagonista a Joaquin Phoenix
  - Migliore sceneggiatura originale a Paul Thomas Anderson
- 2013 - Chlotrudis Awards
  - Miglior attrice non protagonista a Amy Adams
  - Migliore fotografia a Mihai Malăimare Jr.
  - Nomination Miglior attore non protagonista a Philip Seymour Hoffman
- 2012 - Premio Cinema Ludus[17]
  - Prix Menzione d'onore a Paul Thomas Anderson
  - Miglior film non distribuito
  - Miglior regia in un film non distribuito a Paul Thomas Anderson
  - Migliore sceneggiatura in un film non distribuito a Paul Thomas Anderson
- 2013 - Denver Film Critics Society
  - Miglior attore non protagonista a Philip Seymour Hoffman
  - Nomination Miglior regia a Paul Thomas Anderson
  - Nomination Miglior attore protagonista a Joaquin Phoenix
  - Nomination Miglior attrice non protagonista a Amy Adams
  - Nomination Miglior sceneggiatura originale a Paul Thomas Anderson
- 2012 - Detroit Film Critic Society
  - Nomination Miglior attore protagonista a Joaquin Phoenix
  - Nomination Miglior attore non protagonista a Philip Seymour Hoffman
  - Nomination Miglior attrice non protagonista a Amy Adams
- 2012 - Dublin Film Critics Circle Awards
  - Miglior attore a Joaquin Phoenix
  - Nomination Miglior regia a Paul Thomas Anderson
- 2013 - European Independent Film Critics Awards[18]
  - Nomination Miglior film internazionale a Paul Thomas Anderson

- 2012 - Florida Film Critics Circle Awards
  - Miglior attore non protagonista a Philip Seymour Hoffman
- 2013 - Gay and Lesbian Entertainment Critics Association
  - Nomination Attore dell'anno a Joaquin Phoenix
- 2013 - Georgia Film Critics Association
  - Miglior attore non protagonista a Philip Seymour Hoffman
  - Nomination Miglior film
  - Nomination Miglior attore protagonista a Joaquin Phoenix
  - Nomination Miglior attrice non protagonista a Amy Adams
  - Nomination Miglior colonna sonora originale a Jonny Greenwood
- 2013 - Gold Derby Awards
  - Nomination Miglior attore protagonista a Joaquin Phoenix
  - Nomination Miglior attore non protagonista a Philip Seymour Hoffman
  - Nomination Miglior attrice non protagonista a Amy Adams
  - Nomination Miglior fotografia a Mihai Malaimare Jr.
  - Nomination Miglior colonna sonora originale a Jonny Greenwood
- 2012 - Golden Schmoes Awards
  - Nomination Attore dell'anno a Joaquin Phoenix
  - Nomination Attore non protagonista dell'anno a Philip Seymour Hoffman
  - Nomination Attrice non protagonista dell'anno a Amy Adams
- 2012 - Houston Film Critics Society Awards
  - Nomination Miglior film
  - Nomination Miglior attore protagonista a Joaquin Phoenix
  - Nomination Miglior attore non protagonista a Philip Seymour Hoffman
  - Nomination Miglior attrice non protagonista a Amy Adams
  - Nomination Miglior fotografia a Mihai Malaimare Jr.
  - Nomination Miglior colonna sonora originale a Jonny Greenwood
- 2012 - IGN Summer Movie Awards
  - Miglior regia a Paul Thomas Anderson
  - Nomination Miglior film drammatico
  - Nomination Miglior attore a Philip Seymour Hoffman
  - Nomination Miglior attore a Joaquin Phoenix
  - Nomination Miglior attrice a Amy Adams
- 2012 - Indiewire Critics' Poll
  - Miglior performance da non protagonista a Philip Seymour Hoffman
  - Miglior colonna sonora originale a Jonny Greenwood
  - Nomination Miglior film
  - Nomination Miglior regia a Paul Thomas Anderson
  - Nomination Miglior cast
  - Nomination Miglior performance da protagonista a Joaquin Phoenix
  - Nomination Miglior performance da non protagonista a Amy Adams
  - Nomination Miglior sceneggiatura a Paul Thomas Anderson
- 2013 - International Cinephile Society Awards
  - Miglior attore non protagonista a Philip Seymour Hoffman
  - Miglior attrice non protagonista a Amy Adams
  - Nomination Miglior film
  - Nomination Miglior regia a Paul Thomas Anderson
  - Nomination Miglior attore protagonista a Joaquin Phoenix
  - Nomination Miglior sceneggiatura non originale a Paul Thomas Anderson
  - Nomination Miglior fotografia a Mihai Malaimare Jr.
  - Nomination Miglior colonna sonora originale a Jonny Greenwood
  - Nomination Miglior montaggio a Leslie Jones e Peter McNulty
  - Nomination Miglior scenografia a David Crank e Jack Fisk
- 2013 - International Online Cinema Awards
  - Miglior attore protagonista a Joaquin Phoenix
  - Miglior attore non protagonista a Philip Seymour Hoffman
  - Miglior attrice non protagonista a Amy Adams
  - Miglior fotografia a Mihai Malaimare Jr.
  - Nomination Miglior film
  - Nomination Miglior sceneggiatura originale a Paul Thomas Anderson
  - Nomination Miglior colonna sonora originale a Jonny Greenwood
  - Nomination Miglior scenografia a David Crank e Jack Fisk
- 2012 - International Online Film Critics' Poll
  - Migliori dieci film
  - Miglior attore non protagonista a Philip Seymour Hoffman
  - Miglior attrice non protagonista a Amy Adams
  - Migliore sceneggiatura originale a Paul Thomas Anderson
  - Nomination Miglior film
  - Nomination Miglior regia a Paul Thomas Anderson
  - Nomination Miglior attore protagonista a Joaquin Phoenix
  - Nomination Migliore scenografia a David Crank, Jack Fish
  - Nomination Miglior montaggio a Leslie Jones, Peter McNulty
  - Nomination Migliore colonna sonora a Jonny Greenwood
- 2012 - Internet Film Critic Society
  - Miglior attore a Joaquin Phoenix
- 2013 - Iowa Film Critics Awards
  - Nomination Miglior attrice non protagonista a Amy Adams
- 2013 - Italian Directing Award[19]
  - Nomination IDA Award a Paul Thomas Anderson
- 2013 - Italian Online Movie Awards
  - Miglior attore protagonista a Joaquin Phoenix
  - Nomination Miglior regia a Paul Thomas Anderson
  - Nomination Miglior attore non protagonista a Philip Seymour Hoffman
  - Nomination Miglior attrice non protagonista a Amy Adams
  - Nomination Miglior sceneggiatura originale a Paul Thomas Anderson
  - Nomination Miglior fotografia a Mihai Malaimare Jr.
  - Nomination Miglior colonna sonora a Leslie Jones e Peter McNulty
- 2013 - Lancashire Film Critics Awards[20]
  - Miglior film internazionale a Paul Thomas Anderson
- 2013 - National Film Society Awards
  - Nomination Miglior attore a Joaquin Phoenix
  - Nomination Miglior duo a Joaquin Phoenix e Philip Seymour Hoffman
- 2012 - New York Film Critics, Online
  - Migliori film
- 2013 - North Carolina Film Critics Association
  - Miglior attore protagonista a Joaquin Phoenix
  - Miglior attore non protagonista a Philip Seymour Hoffman
  - Nomination Miglior film narrativo
  - Nomination Miglior regia a Paul Thomas Anderson
  - Nomination Miglior attrice non protagonista a Amy Adams
  - Nomination Miglior sceneggiatura originale a Paul Thomas Anderson
- 2012 - Oklahoma Film Critics Circle Awards
  - Miglior attore non protagonista a Philip Seymour Hoffman
  - Nomination Miglior film
- 2013 - Online Film & Television Association
  - Nomination Miglior attore protagonista a Joaquin Phoenix
  - Nomination Miglior attore non protagonista a Philip Seymour Hoffman
  - Nomination Miglior attrice non protagonista a Amy Adams
  - Nomination Migliore fotografia a Mihai Malaimare Jr.
- 2013 - Online Film Critics Society Awards
  - Miglior regia a Paul Thomas Anderson
  - Miglior attore non protagonista a Philip Seymour Hoffman
  - Nomination Miglior film
  - Nomination Miglior attore protagonista a Joaquin Phoenix
  - Nomination Miglior attrice non protagonista a Amy Adams
  - Nomination Migliore sceneggiatura originale a Paul Thomas Anderson
  - Nomination Migliore fotografia a Mihai Malaimare Jr.
  - Nomination Miglior montaggio a Leslie Jones e Peter McNulty
- 2012 - San Francisco Film Critics Circle
  - Miglior film
  - Miglior attore a Joaquin Phoenix
- 2013 - Society of Camera Operators[21]
  - Nomination Miglior operatore di ripresa a Colin Anderson
- 2012 - St. Louis Film Critics Association
  - Merito speciale (per la miglior scena, tecnica cinematica o altri aspetti o momenti memorabili per la scena del primo processo tra Lancaster Dodd e Freddie Quell) a Philip Seymour Hoffman e Joaquin Phoenix
  - Nomination Miglior attore protagonista a Joaquin Phoenix
  - Nomination Miglior attrice non protagonista a Amy Adams
  - Nomination Miglior fotografia a Mihai Malaimare Jr.
- 2013 - Toronto Film Critics Association Awards
  - Miglior film
  - Miglior regia a Paul Thomas Anderson
  - Miglior attore non protagonista a Philip Seymour Hoffman
  - Migliore sceneggiatura a Paul Thomas Anderson
  - Nomination Miglior attore protagonista a Joaquin Phoenix
  - Nomination Miglior attrice non protagonista a Amy Adams
- 2012 - Utah Film Critics Association Awards
  - Miglior attore protagonista a Joaquin Phoenix
  - Nomination Miglior attore non protagonista a Philip Seymour Hoffman
- 2012 - Village Voice Film Poll
  - Miglior film
  - Miglior regia a Paul Thomas Anderson
  - Miglior attore protagonista a Joaquin Phoenix
  - Miglior attrice non protagonista a Amy Adams
  - Nomination Miglior attore non protagonista a Philip Seymour Hoffman
- 2012 - Washington DC Area Film Critics Association Awards
  - Miglior attore non protagonista a Philip Seymour Hoffman
  - Migliore colonna sonora a Jonny Greenwood
  - Nomination Miglior regia a Paul Thomas Anderson
  - Nomination Miglior attore protagonista a Joaquin Phoenix
  - Nomination Miglior attrice non protagonista a Amy Adams
  - Nomination Migliore sceneggiatura originale a Paul Thomas Anderson
  - Nomination Migliore fotografia a Mihai Malăimare Jr.
- 2013 - World Soundtrack Awards
  - Nomination Migliore colonna sonora originale a Jonny Greenwood

Nel luglio 2019 il sito Indiewire.com, specializzato in cinema e critica cinematografica, posiziona il film al'ottavo posto dei migliori cento film del decennio 2010-2019.